# أبيمنا أرياستيا
أبيمنا أرياستيا (بالإندونيسية: Abimana Aryasatya)‏، مواليد 24 أوكتوبر 1982 في جاكرتا، هو ممثل إندونيسي، مشهور بلعبه الدور الرئيسي في فيلم غوندالا. كان أول ما عرف حينما يمثل في مسلسلة لوفوس في التسعينات. هو يومئذ استخدم اسم روبرتينو كاسم شهرته حتى يعود لاستخدام اسم أبيمنا بعد عدة سنوات.
خلال سنوات أعماله في المجال السينيمائي، حصل على أربع ترشيحات لأفضل ممثل رئيسي بمهرجان إندونيسيا السينيمائي لأدواره في أفلام: بلينغو (أغلال) (2013), حاجي باكفاكر (حاج رحال) (2014), واركوب د ك إ ريبورن: جانكريك بوس! فارت 1 (2016), غوندالا (2019)

## أعمال
بدأ أعماله السينيمائي في التسعينات مستخدما اسم روبرتينو عندما قام بالتمثيل في مسلسل لوفوس. ثم ظهر سنة 2011 في فيلم مذكرات بوي. وكان دوره الرئيسي الأول في فيلم جمهورة تويتر الصادر عام 2012.

## أفلام
| السنة | العنوان                                            | الدور           | ملاحظات              |
| ----- | -------------------------------------------------- | --------------- | -------------------- |
| 2005  | ضياع                                               |                 | مستخدما اسم روبرتينو |
| 2005  | الساعة 12:00                                       | ألفين           | مستخدما اسم روبرتينو |
| 2007  | ليلة الجمعة كليوون                                 | رامون           | مستخدما اسم روبرتينو |
| 2007  | معجزة: مواجهة الموت                                | إيراوان         | مستخدما اسم روبرتينو |
| 2011  | مذكرات بوي                                         | أندي            | ممثل مساعد           |
| 2012  | جمهورية تريتر                                      | سوكمو           | ممثل رئيسي           |
| 2013  | أغلال                                              | إيلانغ          | ممثل رئيسي           |
| 2013  | جنود قوس القزح 2: إدينسور                          | أراي            | ممثل مساعد           |
| 2013  | 99 نورا في سماء أوربة قسم 1                        | رانجا           | ممثل رئيسي           |
| 2014  | 99 نورا في سماء أوربة قسم 2                        | رانجا           | ممثل رئيسي           |
| 2014  | حاج رحال                                           | مادا            | ممثل رئيسي           |
| 2015  | 3                                                  | هيرلم           | ممثل رئيسي           |
| 2015  | بلاد برتقالي                                       | ويشاك           | ممثل رئيسي           |
| 2015  | انقسام القمر في سماء أمريكا                        | رانجا           | ممثل رئيسي           |
| 2016  | يوم السبت مع الوالد                                | غونوان غرنيدا   | ممثل رئيسي           |
| 2016  | واركوب جاكرتا مولود من جديد: الجدجد يا مدير! قسم 1 | دونو            | ممثل رئيسي           |
| 2016  | انقسام القمر في سماء أمريكا قسم 2                  | رانجا           | ممثل رئيسي           |
| 2017  | واركوب جاكرتا مولود من جديد: الجدجد يا مدير! قسم 2 | دونو            | ممثل رئيسي           |
| 2018  | مغامرة لقطف البرق                                  | عارفين          | ممثل مساعد، منتج     |
| 2019  | غوندالا                                            | سنجاكا/ غوندالا | ممثل رئيسي           |

### مسلسلات
- لوفوس (1999)
- سيكسي سيكس (2000)
- ضوء (2010)

## جوائز وترشيحات
| العام | العمل                                              | المنظمة                                        | الجائزة         | النتيجة |
| ----- | -------------------------------------------------- | ---------------------------------------------- | --------------- | ------- |
| 2012  | مذكرات بوي                                         | جوائز الأفلام الإندونيسية لعام 2012            | أفضل ممثل مساعد | رُشِّح     |
| 2012  | مذكرات بوي                                         | جوائز الأفلام الإندونيسية لعام 2012            | ممثل مساعد مفضل | رُشِّح     |
| 2013  | أغلال                                              | جوائز الأفلام الإندونيسية لعام 2013            | أفضل ممثل رئيسي | رُشِّح     |
| 2013  | أغلال                                              | جوائز الأفلام الإندونيسية لعام 2013            | ممثل مفضل       | رُشِّح     |
| 2013  | أغلال                                              | مهرجان إندونيسيا السينيمائي لعام 2013          | أفضل ممثل رئيسي | رُشِّح     |
| 2013  | أغلال                                              | كأس مايا لعام 2013                             | أفضل ممثل رئيسي | رُشِّح     |
| 2013  | أغلال                                              | جمعية النقاد السينمائي الإندونيسية لعام 2013   | أفضل ممثل رئيسي | رُشِّح     |
| 2014  | حاج رحال                                           | مهرجان إندونيسيا السينيمائي لعام 2014          | أفضل ممثل رئيسي | رُشِّح     |
| 2014  | حاج رحال                                           | جمعية النقاد السينمائي الإندونيسية لعام 2014   | أفضل ممثل رئيسي | رُشِّح     |
| 2015  | 99 نورا في سماء أوربة قسم 2                        | جوائز أفلام شباك التذاكر الإندونيسية لعام 2015 | أفضل ممثل رئيسي | رُشِّح     |
| 2015  | 99 نورا في سماء أوربة قسم 2                        | جوائز أفلام شباك التذاكر الإندونيسية لعام 2015 | أفضل ممثل بيع   | فوز     |
| 2016  | واركوب جاكرتا مولود من جديد: الجدجد يا مدير! قسم 1 | مهرجان إندونيسيا السينيمائي لعام 2016          | أفضل ممثل رئيسي | رُشِّح     |
| 2016  | واركوب جاكرتا مولود من جديد: الجدجد يا مدير! قسم 1 | كأس مايا لعام 2016                             | أفضل ممثل مختار | رُشِّح     |
| 2017  | واركوب جاكرتا مولود من جديد: الجدجد يا مدير! قسم 1 | جوائز أفلام شباك التذاكر الإندونيسية لعام 2017 | أفضل ممثل رئيسي | فوز     |
| 2017  | واركوب جاكرتا مولود من جديد: الجدجد يا مدير! قسم 1 | جوائز ممثلي الأفلام الإندونيسية لعام 2017      | أفضل ممثل رئيسي | رُشِّح     |
| 2017  | واركوب جاكرتا مولود من جديد: الجدجد يا مدير! قسم 1 | جوائز ممثلي الأفلام الإندونيسية لعام 2017      | أفضل ممثل مفضل  | رُشِّح     |
| 2017  | -                                                  | جوائز اختيار الاندونيسية لعام 2017             | ممثل العام      | رُشِّح     |
| 2019  | غوندالا                                            | مهرجان إندونيسيا السينيمائي لعام 2019          | أفضل ممثل رئيسي | رُشِّح     |
| 2019  | غوندالا                                            | مهرجان تيمفو السينيمائي لعام 2019              | أفضل ممثل رئيسي | رُشِّح     |
| 2019  | غوندالا                                            | كأس مايا لعام 2019                             | أفضل ممثل مختار | رُشِّح     |

## وصلات خارجية
- أبيمنا أرياستيا في قاعدة بيانات الأفلام على الإنترنت
- abimana_a على تويتر.
- أبيمنا أرياستيا على إنستغرام